# Ржавец (приток Хлебной)
Ржавец — река в России, протекает по Оренбургской области.
Ржавец — левобережный приток реки Хлебная, её устье находится в 5,4 километра от устья реки Хлебная. Длина реки Ржавец — 12 км. Площадь водосборного бассейна — 31,4 км².

## Данные водного реестра
По данным государственного водного реестра России относится к Нижневолжскому бассейновому округу, водохозяйственный участок реки — Большой Кинель от истока и до устья, без реки Кутулук от истока до Кутулукского гидроузла. Речной бассейн реки — Волга от верхнего Куйбышевского водохранилища до впадения в Каспий.
Код объекта в государственном водном реестре — 11010000812112100008333.